# Prosper Van Langendonck
Prosper Van Langendonck, né le 25 décembre 1856 à Louvain et mort le 18 mai 1935 à Molenbeek-Saint-Jean, est un homme politique belge.
Il fut membre du cercle anversois De Scalden.

## Fonctions et mandats
- Conseiller communal de Louvain : 1900-1907
- Membre de la Chambre des représentants : 1900-1911
- Conseiller communal de Molenbeek-Saint-Jean : 1933-1935